# テレビせとうち
テレビせとうち株式会社（TV SETOUCHI BROADCASTING CO.,LTD. 略称：TSC）は、岡山県・香川県を放送対象地域とするテレビジョン放送の特定地上基幹放送事業者。岡山県岡山市北区に本社を置く。ホームページ等では、TSCテレビせとうちと記載されている。
中国・四国地方、そして五大都市圏以外では唯一のテレビ東京（TXN）系列局である。コールサインはJOPH-DTV（岡山 18ch）、リモコンキーIDはキー局のテレビ東京と同じ「7」。
キャッチフレーズは「ピリリ。+」（2025年1月1日から使用）。

## 概要
三大都市圏以外に初めて開局したテレビ東京系列局。
主要株主は、開局当初筆頭株主が中鉄バス、2位が日本経済新聞社（日経）、3位が山陽新聞社だったが、1999年（平成11年）12月20日に中鉄バスが自社保有株をすべて山陽新聞社に売却したため、現在は筆頭株主が山陽新聞社、2位が日経となっている。山陽新聞グループと日経グループに属する放送局である。ただし、テレビ東京ホールディングス（TXHD）の完全子会社であるテレビ東京とともに、日経の連結対象外である。また、テレビ東京が本社を六本木グランドタワーに移転する2016年11月以前はTXN系列局で唯一日経のビルに入居していない局でもあった。
過去には岡山日日新聞（岡山放送の設立母体）もわずかながら株式を保有し、役員も派遣していた。
岡山県や香川県のテレビ局で唯一、日本語社名に「テレビ」が入り「放送」が入らない局でもある。ただし、英文社名には「放送」を意味する“Broadcasting”が入る。
昭和年号で最後に開局した民放テレビ局であり、これ以降に開局した民放テレビ局は平成新局である。
筆頭株主である山陽新聞からニュース配信や報道番組の制作協力、報道記者の出向を受け入れている関係で、同じ山陽新聞社が主要株主で同社からニュース配信を受けているRSK山陽放送よりも山陽新聞色が濃く、ローカルニュースでは「協力 山陽新聞社」のクレジットを入れて放送、筆頭株主になって以降の社長は同社の出身者が務めている。また、山陽新聞グループの一員として新聞・テレビのメディアミックス展開も行っている。逆にTBS系列のRSK山陽放送は、山陽新聞社出身の社長からRSK生え抜きの社長に交代するなど、以前より山陽新聞の影響が薄れてきている。テレビ東京系列は同局を含めても6局と少ないために、鳥取県西部地震や高知空港での全日空機高知空港胴体着陸事故など重大事件や災害が中四国エリアで発生した場合、取材を担当する事がある。
1989年（平成元年）4月より、地方ローカル局としては異例の自社制作アニメのTXN系列での全国ネット放送を開始する。なお、岡山・香川両県の民放テレビ局で全国ネットのテレビアニメ制作に着手したのはTSCのみであり、2022年（令和4年）4月現在、東名阪地区以外の民放テレビ局で全国ネットのレギュラー番組を制作している唯一の放送局でもある。同局が製作している『しまじろう』シリーズは1993年（平成5年）12月から継続中であり、東名阪以外の民放テレビ局が手掛けるテレビアニメシリーズとしては最長寿作品となっている。
2004年（平成16年）4月に会社ロゴを一新し、2006年（平成18年）に開始される地上デジタル放送のリモコンキーIDが「7」となる事から、イメージキャラクターの「ななちゃん」が登場した。
TXN加盟局では視聴可能世帯がもっとも少ない。
通常テレビ局の全国の天気予報では中国エリアの天気予報が表示される場合、広島市や松江市が表示されることがほとんどであるが、当局がある関係でテレビ東京が流す全国の天気予報は、中国エリアの予報が表示される場合は岡山市が表示される。一方で四国エリアについては全ての都道府県の天気が表示される「ニュースモーニングサテライト」を除き高松市の天気は表示されない。
主な受賞歴に『しまじろうのわお!』が2013年ドイツ・ハンブルクで行われた『World Media Festival2013』で日本作品としては初の教育部門でカテゴリー最高賞のグランプリ・アワードを獲得したほか『おばあちゃんの台所』でも日本民間放送連盟賞放送と公共性部門優秀賞、放送文化基金賞エンターテインメント部門奨励賞、2014年グルマン世界料理本大賞グランプリ（レシピ本「元気に暮らす健康レシピ おばあちゃんの台所」）を受賞した。

## 本社・支社・支局所在地
- 本社

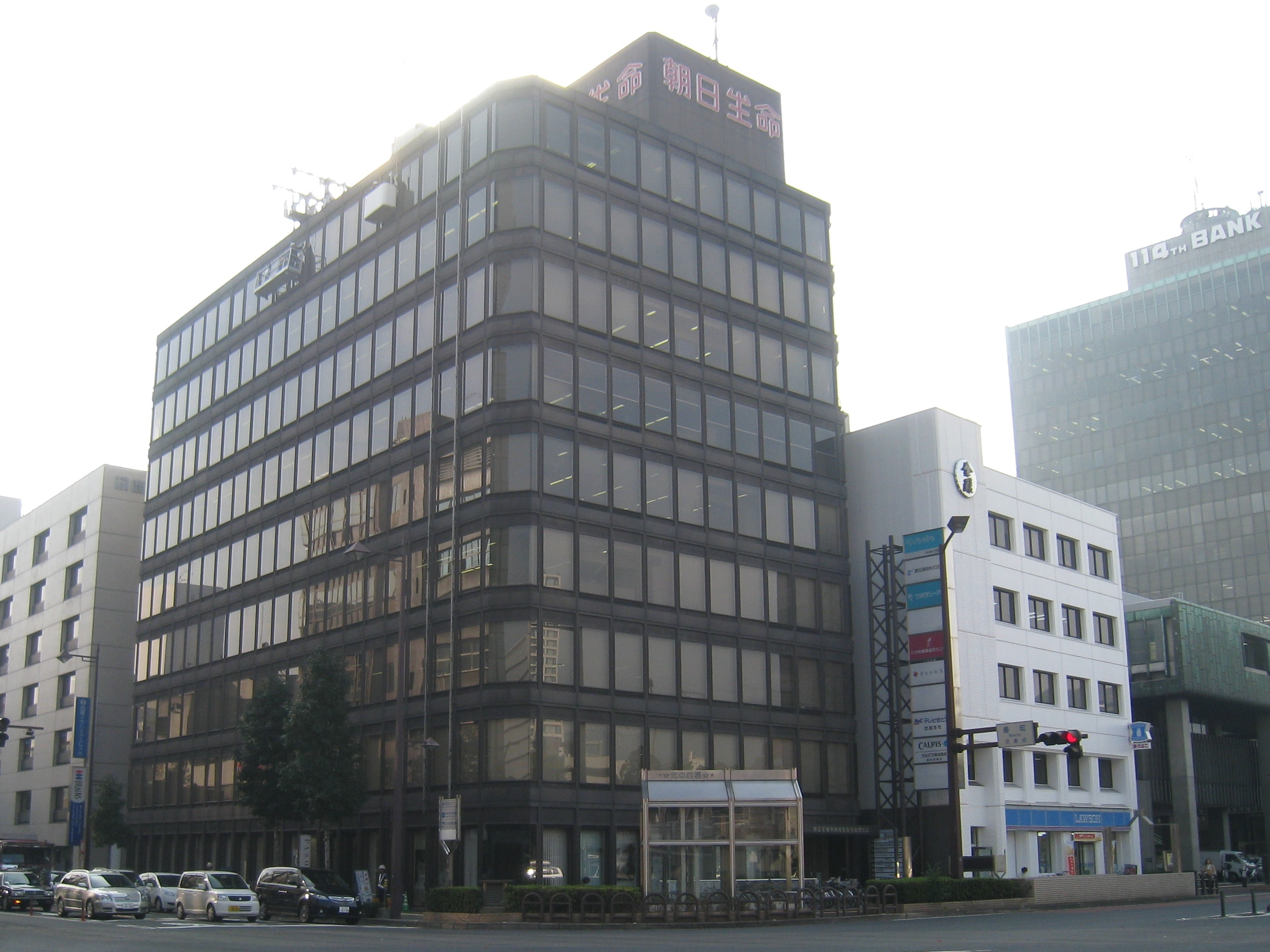
四国支社

  - 岡山市北区柳町2丁目1-1 〒700-8677 山陽新聞社本社ビル
    - 2006年（平成18年）7月10日に開局当時からの本社だった岡山市北区野田5-8-8（中鉄観光から賃貸）から移転。同ビルの低層棟（6階建）の3 - 6階（エントランスは1階）に入居している[11]。当初は本社機能のうち放送部門（演奏所）と編成・報道部門、営業部門の一部は旧本社（野田社屋）に残されていたが、同年11月20日に全機能が本社へ移転し、旧本社は2007年（平成19年）の売却後に取り壊され、跡地に分譲マンションが建設された。建設後、約23年目でのことである。
- 四国支社
  - 高松市亀井町2-1 朝日生命高松ビル4階
- 倉敷支局
  - 倉敷市白楽町589-1 山陽新聞社倉敷本社2階
- 東京支社
  - 東京都中央区銀座3丁目14-1 銀座3丁目ビル3階
- 大阪支社
  - 大阪市北区曽根崎新地2丁目6-30 エム・タナカ梅田ビル5階

※ このほか、中国・上海に駐在員を派遣している。

※ 岡山・香川の民放テレビ局5局のうち、テレビせとうちが唯一広島市内に事業所（広島支社）を設けていなかったが、瀬戸内海放送も2021年（令和3年）に広島支社を廃止し、岡山本社に集約され、広島・九州地区統括営業グループとなった。

## 資本構成
企業・団体の名称、個人の肩書は当時のもの。出典：

### 2021年3月31日
| 資本金 | 発行済株式総数 | 株主数 |
| ------ | -------------- | ------ |
| 16億円 | 32,000株       | 27     |

| 株主           | 株式数   | 比率   |
| -------------- | -------- | ------ |
| 山陽新聞社     | 10,912株 | 34.10% |
| 日本経済新聞社 | 06,152株 | 19.22% |
| 三友学園       | 04,272株 | 13.35% |
| カバヤ食品     | 01,600株 | 05.00% |
| オハヨー乳業   | 01,600株 | 05.00% |

## 沿革
- 1984年（昭和59年）
  - 7月24日 - アナログテレビ放送予備免許交付（認可は同月20日）[17]
  - 10月9日 - 設立。初代代表取締役社長は中鉄グループ代表・藤田正藏。
- 1985年（昭和60年）
  - 9月20日 - アナログテレビ試験放送開始。テレビせとうち旧本社屋（開局した1985年（昭和60年）から2006年（平成18年）の柳町移転まで使用されていた）
2006年10月15日撮影

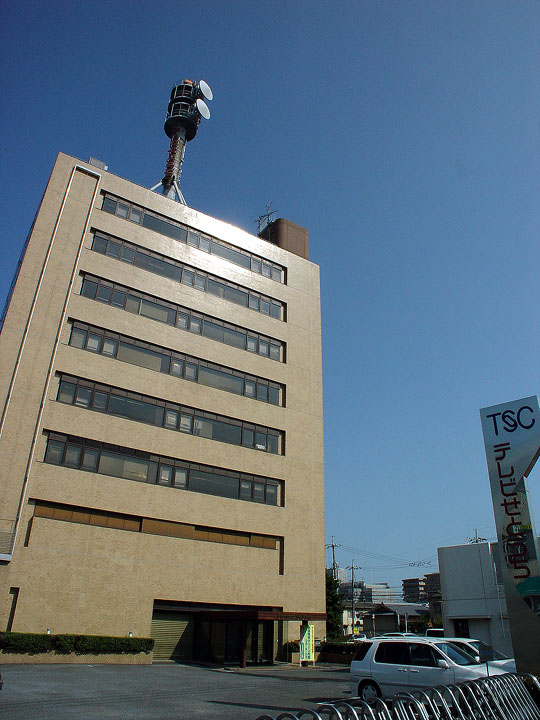
テレビせとうち旧本社屋（開局した1985年（昭和60年）から2006年（平成18年）の柳町移転まで使用されていた）
2006年10月15日撮影

  - 10月1日 - アナログテレビ放送開始（昭和最後の民放テレビ開局）[注釈 8]。本社と演奏所は岡山市北区野田5-8-8に置かれた。同日20時より開局記念の公開歌謡番組をメガTONネットワークおよび番販同時ネットの独立局にて放送（司会：玉置宏）。なお開局記念特番は「テレビせとうち開局記念番組」と書かれたCGの一枚画に続いて会場の参加歌手全員で「瀬戸の花嫁」を合唱し地元太鼓演奏があった後、司会者から簡単な挨拶があってからオープニングとなった。歌謡ショー風のつくりの番組であった。
  - 　開局時の中継局は高松と津山南のみ。
- 1989年（平成元年）4月3日 - 現在も続く、テレビせとうち制作・テレビ東京系列（TXN）ネットのテレビアニメ枠（テレビせとうち自社制作アニメ）の第1作『アイドル伝説えり子』を放送開始し、現在の『しまじろう』シリーズに至る。
- 1997年（平成9年）12月16日 - テレビアニメ『ポケットモンスター』（ポケモン）によるいわゆるポケモンショックにより、岡山県・香川県やその周辺地域でも放送を見ていた視聴者の一部が体調不良を訴える。この影響で一時区域外再放送継続を拒否する事態となったが[注釈 9]、後に区域外再放送の同意をすべき旨の総務大臣裁定がされる[18]。
- 1999年（平成11年）12月20日 - 中鉄バスに代わって山陽新聞社が筆頭株主になる。同時に代表取締役社長として藤田正蔵に代わって、砂田治男が就任される。藤田は相談役に就任する。
- 2004年（平成16年）4月1日 - 会社ロゴを一新すると伴いイメージキャラクターの「ななちゃん」と新キャッチフレーズ「いつでも いっしょ TSC」が登場することになる。

- 2005年（平成17年）

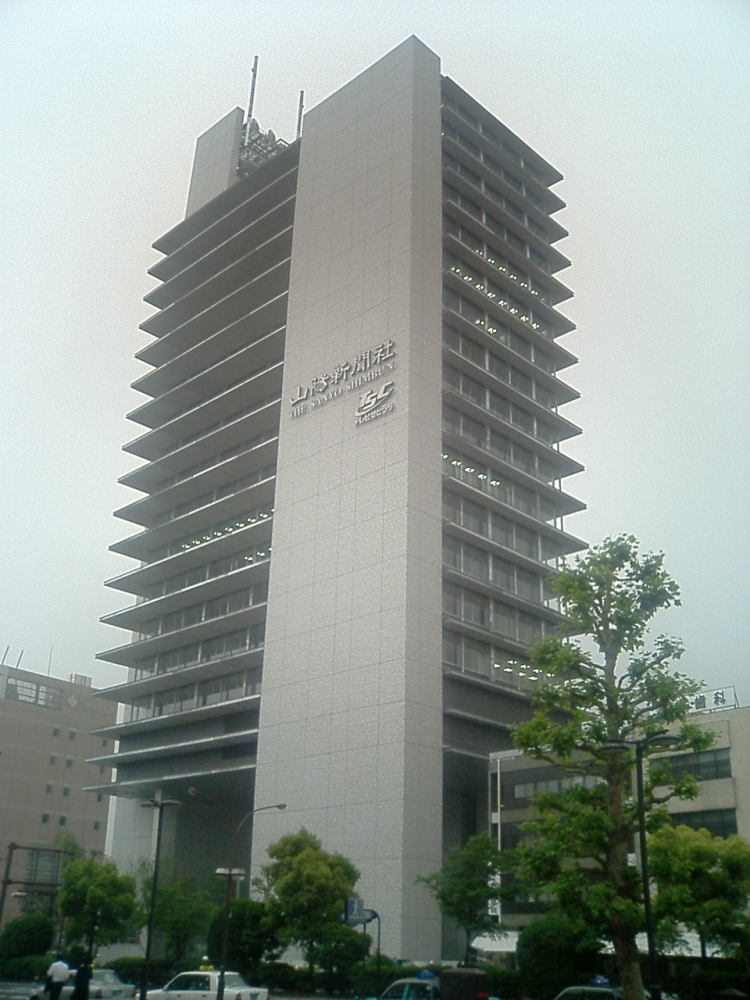
山陽新聞社新本社ビル（現本社）
2006年5月23日撮影

  - 10月1日 - 開局20周年を記念して、「開局20周年記念式典」と「開局20周年記念-ななちゃんフェスタ-」をコンベックス岡山で開催する。
  - 11月15日 - 総務省より、地上デジタル放送の予備免許が交付される。
- 2006年（平成18年）
  - 7月10日 - 岡山市北区柳町二丁目に落成した山陽新聞社新本社ビルへ本社機能の一部（総務局や営業局の一部）を移転[19][20]。
    - 新本社からの最初の放送は、同年8月4日放送の『ワールドビジネスサテライト』。「列島ライブinせとうち」として、本社中庭から同社初のハイビジョン制作での生放送だった。

  - 9月30日 - テレビせとうち制作のネット特番を、自局ではなく、キー局のテレビ東京から放送配信を行った。
  - 10月12日 - 地上デジタル放送の「映像の再生に必要な制御信号」を含めた試験用動画の試験放送を開始。
  - 11月20日
    - 本社機能を完全移転し、旧本社（野田社屋）を閉鎖する[19][20]。
    - 本社機能完全移転と同時に、アナログ・デジタル統合マスターに更新された[要出典]。

  - 11月30日 - 総務省の中国総合通信局から、地上デジタル放送の本免許が交付される[注釈 10]。
  - 12月1日 - 地上デジタル放送を開始。コールサインはJOPH-DTV。
- 2007年（平成19年）
  - 4月 - 旧社屋の取り壊し作業が始まる。
  - 10月 - 砂田治男に代わって大田弘之が代表取締役社長に就任される。砂田は会長から引退する。
- 2010年（平成22年）
  - 5月23日 - 岡山シティエフエム（コミュニティFM局）と共同制作で、ワンセグ独立番組「ケータイ・キャンパスシティ」をスタート。
  - 10月1日 - 開局25周年のこの日、2006年（平成18年）に続き『ワールドビジネスサテライト』「列島ライブinせとうち」を後楽園から生放送した。
  - 10月15日 - 中国・大連電視台と友好協力協定を締結。
- 2011年（平成23年）7月24日 - 正午をもってアナログ放送を終了。
- 2012年（平成24年）6月28日 - 大田弘之に代わって川端英男が代表取締役社長に就任される。大田は会長に就任する。
- 2013年（平成25年）5月15日（現地時間） - ドイツ・ハンブルクで開催された「World Media Festival2013」で、テレビせとうち制作・テレビ東京系列で放送中の、テレビアニメ『しまじろうのわお!』が日本作品としては初の教育部門で、カテゴリー最高賞のグランド・アワードを獲得した。
- 2017年（平成29年）1月1日 - 「いつでも いっしょ TSC」に変わり、新たなキャッチフレーズとして「なんか好きじゃわ♥ TSC」の使用が開始される。
- 2020年（令和2年）1月1日 - 開局35周年を機に、新たなキャッチフレーズとして「ピリリ。」の使用が開始される[注釈 11]。
- 2023年（令和5年）11月20日 - 2006年から稼働していたテレビマスターを17年ぶりに更新[21]。新しいテレビマスターは日本電気（NEC）製の次世代型IPマスターシステムを採用し、将来的にはインターネット同時配信、4Kテレビ放送などを見据えた仕様となっている[22]。
- 2024年（令和6年）3月11日 - テレビ東京、テレビ北海道、当局の3社はテレビ東京のマスター室からテレビ北海道が開発した「バーチャルマスターオペレーター」を用いてテレビ北海道と当局のマスター設備をリモートで統合監視する実証実験を3月11日から22日までの12日間行った。民放キー局とローカル局がマスターの統合監視実験を行うのは初めて[23]。

## ネットワークの移り変わり
- 1985年（昭和60年）10月1日 - テレビ東京フルネット局としては三大都市圏（東名阪）に続いて4番目、地方局としては初の放送局として開局した。
  - 岡山県・香川県同時に開局した唯一の放送局でもある（岡山・香川共5局）。

## 開局の経緯
1979年（昭和54年）4月1日に岡山・香川両県の民放テレビ放送の相互乗り入れが実現した頃と前後して、岡山県と同程度の経済規模だった福島県、新潟県、長野県、熊本県、鹿児島県にて第3のテレビ局が次々と設立されたのに対し、岡山県内でも「当県にも第3の民放テレビ局を開局させたい」と言う機運が高まった。既に岡山本社の山陽放送（RSK）・岡山放送（OHK）、高松本社の西日本放送（RNC）・瀬戸内海放送（KSB）の合計4局が視聴出来たことから、話し合いや調整の結果、両県としては5番目となる本局が開局する運びとなり、思わぬ形で民放テレビの5系列体勢を完成させる事になった。
岡山の老鋪地元紙・山陽新聞は、山陽放送の筆頭株主の岡山県に次ぐ第2位の株主で、同社にニュース配信を実施するなどの連携があったが、当局開局までは関連のテレビ局を持っていなかった。

## 主なテレビ中継局・視聴可能エリア

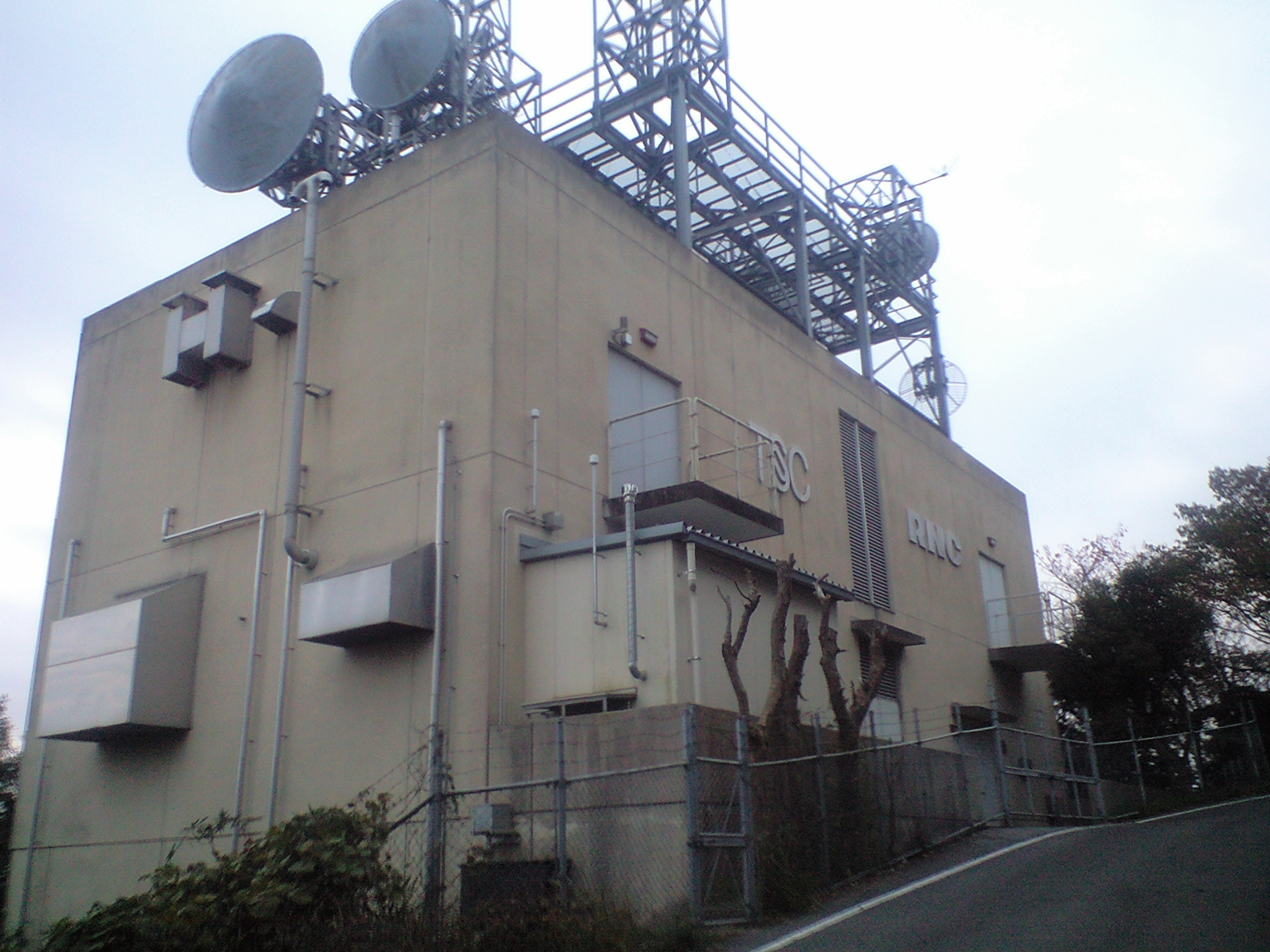
金甲山送信所（RNCとの共同送信所）

| TSC岡山デジタルテレビジョン放送局                                        | TSC岡山デジタルテレビジョン放送局 | TSC岡山デジタルテレビジョン放送局 | TSC岡山デジタルテレビジョン放送局            |
| ------------------------------------------------------------------------ | --------------------------------- | --------------------------------- | -------------------------------------------- |
| コールサイン                                                             | コールサイン                      | コールサイン                      | JOPH-DTV                                     |
| 呼出名称                                                                 | 呼出名称                          | 呼出名称                          | TSCおかやまデジタルテレビジョン              |
| リモコンキーID                                                           | リモコンキーID                    | リモコンキーID                    | 7ch                                          |
| 18ch                                                                     | 周波数                            | 周波数                            | 503.142857MHz                                |
| 18ch                                                                     | 出力                              | 空中線                            | 2kW                                          |
| 18ch                                                                     | 出力                              | 実効                              | 20 kW                                        |
| 18ch                                                                     | 所在地                            | 所在地                            | 岡山県岡山市南区郡字甲の峰2525番地（金甲山） |
| ※局舎は西日本放送と、送信アンテナはRSK山陽放送・西日本放送とそれぞれ共用 |                                   |                                   |                                              |

### 中継局
ch番号の頭にVが付いている中継局は垂直偏波。
岡山県
- 津山 14ch 50W（黒沢山）
- 笠岡 V18ch 30W（塚の丸山）
- 新見 18ch 3W（鳶が巣山）
- 高梁 14ch 1W（愛宕山）
- 久世 14ch 1W（笹向山）
- 和気 14ch 1W（城山）
- 水島 V33ch 1W
- 山陽 38ch 1W（善応寺山）
- 美作 23ch 0.3W（塩垂山）
- 有漢 14ch 0.3W（権現山）
- 周匝（すさい） 14ch 0.3W（茶臼山）
- 備前佐伯 14ch 0.3W
- 備前 29ch 0.3W（笹尾山）
- 長船 29ch 0.3W（堂王山）
- 玉野和田 46ch 0.3W
- 牛窓 29ch 0.1W（鹿歩山）
- 虫明 V38ch 0.1W（城山）
- 備前伊里 44ch 0.1W（愛宕山）
- 神根 33ch 0.01W
- 備前塩田 44ch 0.01W
- 吉永高田 44ch 0.01W
- 勝田真加部 41ch 1W

香川県
- 高松 18ch 500W（前田山）
香川県の地上デジタルテレビ放送基幹局
施設は西日本放送・RSK山陽放送・岡山放送と共用。
- 西讃岐 18ch 100W（大麻山）
- 坂出東 14ch 1W（雄山）
- 小豆島 46ch 30W（向山）
- 土庄 14ch 1W（与九郎谷山）
- 白鳥 46ch 1W（高平山）

### アナログテレビ放送
2011年（平成23年）7月24日停波時点
| TSC岡山標準テレビジョン放送局                                                                            | TSC岡山標準テレビジョン放送局 | TSC岡山標準テレビジョン放送局 | TSC岡山標準テレビジョン放送局                | TSC岡山標準テレビジョン放送局                |                                              |
| --- | ----------------------------- | ----------------------------- | -------------------------------------------- | -------------------------------------------- | -------------------------------------------- |
| コールサイン                                                                                             | コールサイン                  | コールサイン                  | JOPH-TV                                      | JOPH-TV                                      |                                              |
| 呼出名称                                                                                                 | 呼出名称                      | 呼出名称                      | TSCおかやまテレビジョン                      | TSCおかやまテレビジョン                      |                                              |
| 23ch | 中心周波数                    | 中心周波数                    | 533.01MHz                                    | 533.01MHz                                    |                                              |
| 23ch |                               |                               | 映像                                         | 音声                                         |                                              |
| 23ch | 周波数                        | 周波数                        | 531.26 MHz                                   | 535.76 MHz                                   |                                              |
| 23ch | 出力                          | 空中線                        | 20kW                                         | 5 kW                                         |                                              |
| 23ch | 出力                          | 実効                          | 280 kW                                       | 69 kW                                        |                                              |
| 23ch | 所在地                        | 所在地                        | 岡山県岡山市南区郡字甲の峰2525番地（金甲山） | 岡山県岡山市南区郡字甲の峰2525番地（金甲山） | 岡山県岡山市南区郡字甲の峰2525番地（金甲山） |
| ※局舎は西日本放送と、送信アンテナは山陽放送・西日本放送とそれぞれ共用 ※10kHzプラスキャリアオフセット設定 |                               |                               |                                              |                                              |                                              |

#### 主な中継局
ch番号の頭にVが付いている中継局は垂直偏波。
岡山県
- 笠岡 V22ch 300W（塚の丸山）
- 津山 56ch 500W（黒沢山）
- 津山南 29ch 3W（神南備山）
- 新見 30ch 30W（蔦ヶ巣山）
- 水島 V38ch 10W
- 岡山北 38ch 10W（烏山）
- 奥津大釣 38ch 10W（大釣山）
- 久世 40ch 10W（笹向山）
- 山陽 47ch 10W（善応寺山）
- 和気 51ch 10W（和気富士）
- 備前 59ch 3W（笹尾山）
- 総社 60ch 10W（伊予部山）
- 岡山東 61ch 3W

香川県
- 高松（前田山） 19ch
  - 周波数：映像507.26MHz・音声511.76MHz（テレビ大阪は映像507.25MHz・音声511.75MHz）
  - 空中線電力：映像5kW・音声1.25kW（NHK高松放送局は総合・教育共映像10kW・音声2.5kW）
  - ERP：映像83kW・音声21kW（NHK高松放送局は総合・教育共に映像110kW・音声27kW）

- 西讃岐 46ch 3kW（大麻山）
- 小豆島 55ch 300W（向山）
- 土庄 51ch 5W（与九郎谷山）
- 志度 52ch 10W（大谷山）
- 白鳥 58ch 10W（高平山）

### 受信エリアについて
地上波デジタル放送に完全移行した今なお、岡山・香川両県内に中継局が整備されていない地域が多く残されている（他の4局もほぼ同様の問題を抱えたままである）。似たような問題を抱えていたテレビ北海道、TVQ九州放送の2局は、地デジ化の推進に伴う支援策もあって放送対象地域における中継局整備をほぼ終えているのとは対照的である。
ただ、岡山・香川両県の全てのケーブルテレビ局で再放送されていることから、直接受信出来ない地域でもケーブルテレビに加入すれば視聴することは可能である。

## 新聞の番組表について
新聞各紙の局名表記は1985年（昭和60年）10月1日の開局当日から2009年（平成21年）3月31日まで「テレビせとうち」として表記されていたが、2009年（平成21年）4月1日から、ほとんどの新聞が「TSCテレビせとうち」の表記に変更された。
親会社で岡山県の地元紙・山陽新聞は、NHK総合・Eテレ・RSK山陽放送・OHKテレビの次の左から5番目にテレビせとうちの番組表を掲載している。その次に西日本放送・瀬戸内海放送と香川側に本社を置く民放2局を掲載している。広島版はNHKと地元民放4局の次に掲載している。
また香川県の地元紙・四国新聞では、NHK総合・Eテレ、地元民放の西日本放送・瀬戸内海放送、岡山側に本社を置く民放のRSK山陽放送の次の左から6番目に同局の番組表を掲載している（リモコンキーID順）。
朝日新聞や読売新聞などの全国紙は岡山・香川版共左から7番目に掲載されている。産経新聞の場合、本社所在地で販売される岡山版ではハーフサイズで掲載されているのに対し、香川版ではフルサイズで掲載という、同一エリア内で掲載の扱いが異なる地域があった（ただし地デジ完全移行後の現在は、産経新聞の岡山版もフルサイズで掲載）。
広島県で発行する中国新聞の岡山県版も岡山・香川の民放はフルサイズで掲載しているが、テレビせとうちのみ在広局と同様ハーフサイズでの掲載となっている。また広島県版（広島市を中心とした県西部）でも、衛星・ラジオ面（広域ワイド）にてハーフサイズで掲載されている（岡山・香川の民放で唯一の掲載）。中国新聞・備後（福山市を中心とした県東部）では、広域ワイドに岡山・香川の他の民放と共にハーフサイズで掲載されている（なお2009年（平成21年）4月15日の朝刊より、テレビ欄の表記が「せとうち」から略称を含めた「TSCテレビせとうち」へと変更された）他、同じく中国新聞備後本社が発行し福山地区を中心に配布しているフリーペーパー「Cue備後」の週間番組表には、NHKや広島県内の民放と同じ扱いでテレビせとうちも掲載されている。また、朝日新聞と日本経済新聞は広島県版もフルサイズで同局の番組表を掲載している。
毎日新聞の鳥取・島根の各県版の第2テレビ欄は何れもCATVで視聴できる地域がある 事から瀬戸内海放送と共にハーフサイズで掲載している。毎日新聞は岡山・香川の民放はこの2局のみの掲載、日本海新聞と山陰中央新報も岡山・香川の民放では唯一の掲載になっている。
愛媛新聞の東予地方版でもRSK山陽放送・瀬戸内海放送・西日本放送と共にハーフサイズで掲載している（OHKテレビのみ広島県の民放局と同じく第2テレビ欄に掲載）。
さらに兵庫県南西部でも受信出来る関係で、読売新聞・神戸新聞などの第2テレビ欄にも小サイズで掲載されている。
なお、徳島県で発行されている地方新聞である徳島新聞では県内で受信出来る地域は三好市を中心に多いものの、紙面の都合上テレビ欄には番組表は西日本放送と共に記載されていない（アナログ放送時代は掲載されていたRNCと異なり、TSCはアナログ放送時代から掲載されていない）。その為、徳島県内では受信環境の整ったテレビから（三好市ではCATVから配信されている）番組情報や番組表を取得する必要がある。

## 区域外再放送
以下のケーブルテレビで区域外再放送をしている。テレビ東京系列ということもあり、岡山県・香川県の民放の中では最も区域外再放送をしているエリアが広い。その一方で、兵庫県では当局の遠距離受信が可能な播磨地域であっても近畿広域圏に属する地域性からテレビ大阪が再放送される傾向が強く、徳島県でも近畿広域圏の放送局の遠距離受信が広く行われている地域性からテレビ大阪やテレビ和歌山が再放送される傾向が強い。
太字はパススルー方式、それ以外はトランスモジュレーション方式（STB視聴）
- 兵庫県
  - 姫路ケーブルテレビ（上郡町ケーブルテレビのみ）
- 鳥取県
  - 中海テレビ放送 - 2021年に日野町エリアに同意したことにより、全域で視聴可。
  - 鳥取中央有線放送
  - 鳥取テレトピア（いなばぴょんぴょんネット）
  - 日本海ケーブルネットワーク（NCN） - 岩美町エリアは町内での受信ができないことを理由に不同意。
- 島根県
  - 山陰ケーブルビジョン（MABLE・やすぎどじょっこテレビ） - 2018年にどじょっこテレビエリアに同意したことにより、全域で視聴可。
  - 出雲ケーブルビジョン（ICV） - 同一市内のひらたCATVのエリアには、別法人で後発の局であることと、エリア内での受信ができないことを理由に不同意。
- 広島県
  - MCAT - 本郷久井・世羅町エリアは不同意。
  - ちゅピCOMおのみち（尾道ケーブルテレビ）
  - 東広島ケーブルメディア - 公設民営エリアは不同意。
- 徳島県
  - 池田ケーブルネットワーク
- 愛媛県
  - 今治CATV
  - ハートネットワーク
  - 四国中央テレビ
  - 上島町CATV

## 番組編成

### スポーツ中継
Jリーグ・なでしこリーグ
- 現在、岡山県はJ1リーグ・ファジアーノ岡山、香川県はJ3リーグ・カマタマーレ讃岐があるが、本社が岡山の関係でファジアーノ戦のホームゲームを主に週末デーゲームまたは『土曜スペシャル』と『出川哲朗の充電させてもらえませんか』の枠を使って放送されている。
- 女子サッカー・なでしこリーグの岡山湯郷Belleのホームゲームも不定期で主に週末デーゲームで中継する。
- 以前は実況のみテレビ東京系列局のアナウンサーまたはフリーアナウンサーが担当し、テレビせとうちの女性アナウンサーが主にピッチリポートやインタビュアーを担当する形態だったが現在は実況・ピッチリポートとインタビュアー共にテレビせとうちの女性アナウンサーが担当している。

その他
- バレーボール・Vリーグの岡山シーガルズ・Tリーグの岡山リベッツのホームゲームも随時中継が行われていて、中継体制は前述のJリーグ・なでしこリーグに準ずる。
- 毎年4月最終週に香川県で開催されていた『カトキチクイーンズゴルフトーナメント』（2007年（平成19年）をもって大会廃止）では技術協力はしていたが、中継自体はテレビ東京が制作していた。

## 現在放送中のテレビ番組
※都合により、放送時間は変更される場合がある。最新の情報は番組表などで確認のこと。

### 自社制作番組
| 番組名                                  | 放送曜日・時間                                                                                            | 備考                    |
| --------------------------------------- | --- | ----------------------- |
| 天気予報                                | 随時放送                                                                                                  |                         |
| ななちゃんナビ（番宣番組）              | 随時放送                                                                                                  |                         |
| 岡山・香川の近代化遺産                  | 随時放送                                                                                                  |                         |
| ななスパBIZ                             | 月曜 - 水曜 16:59 - 17:15 木曜 16:59 - 17:25 金曜 16:59 - 17:50                                           |                         |
| TSCニュース                             | 月曜・火曜・金曜・土曜 21:54 - 22:00 水曜・木曜 22:54 - 23:00 土曜・日曜 17:25 - 17:30 日曜 22:48 - 22:54 |                         |
| 得ナウ!                                 | 月曜 - 金曜 14:25 - 14:30 木曜・金曜 1:00 - 1:05                                                          |                         |
| ニャンだ？フルアイランド                | 木曜 17:25 - 17:30                                                                                        |                         |
| しまじろうのわお!                       | 土曜 8:30 - 9:00                                                                                          | [ 注釈 16 ] [ 注釈 17 ] |
| ピリッとサタデー                        | 土曜 11:00 - 11:30                                                                                        |                         |
| おばあちゃんの台所                      | 土曜 11:45 - 12:00 再放送：土曜 6:45 - 7:00、木曜 17:30 - 17:45                                           |                         |
| プライド せとうち経済のチカラ           | 日曜 12:00 - 12:30 再放送：月曜 1:05 - 1:35（日曜深夜）                                                   | [ 注釈 18 ]             |
| 必見!ヒット商品研究所                   | 毎年12月に放送                                                                                            | [ 注釈 19 ]             |
| 日本一住みたい!? ＃新しい岡山発見さんぽ | 不定期土曜 19:54 - 20:54 ほか                                                                             |                         |

### テレビ東京系列ネット番組
- 下記、太字は同時ネット番組

#### テレビ東京制作
| 番組名                                                                    | 放送曜日・時間               | 備考        |
| ------------------------------------------------------------------------- | ---------------------------- | ----------- |
| 孤独のグルメ全話イッキ見!                                                 | 月曜 - 木曜 17:45 - 18:25    |             |
| 【火曜エンタ】㊙衝撃ファイル                                              | 火曜 18:25 - 20:54           | [ 注釈 20 ] |
| ありえへん∞世界                                                           | 火曜 18:25 - 20:54           | [ 注釈 20 ] |
| 開運!なんでも鑑定団                                                       | 火曜 20:54 - 21:54           |             |
| おそ松さん（シーズン4）                                                   | 水曜 0:00 - 0:30（火曜深夜） | [ 注釈 21 ] |
| 【ドラマチューズ!】私があなたといる理由〜グアムを訪れた3組の男女の1週間〜 | 水曜 0:30 - 1:00（火曜深夜） |             |
| あのちゃんの電電電波♪                                                     | 木曜 0:00 - 0:30（水曜深夜） |             |
| 雨上がりの僕らについて                                                    | 木曜 0:30 - 1:00（水曜深夜） |             |
| 【水ドラ25】日本統一 東京編                                               | 木曜 1:00 - 1:30（水曜深夜） |             |
| 【木ドラ24】量産型ルカ -プラモ部員の青き逆襲-                             | 金曜 0:30 - 1:00（木曜深夜） |             |
| 二軒目どうする?〜ツマミのハナシ〜                                         | 金曜 1:05 - 1:35（木曜深夜） |             |
| 【ドラマ24】40までにしたい10のこと                                        | 土曜 0:12 - 0:42（金曜深夜） |             |
| 【ドラマ25】晩酌の流儀4・夏編                                             | 土曜 0:42 - 1:13（金曜深夜） |             |
| 土曜スペシャル                                                            | 土曜 18:30 - 19:54           | [ 注釈 22 ] |
| 出川哲朗の充電させてもらえませんか?                                       | 土曜 19:54 - 20:54           | [ 注釈 23 ] |
| ゴッドタン                                                                | 日曜 1:00 - 1:30（土曜深夜） |             |

#### テレビ大阪制作
| 番組名                            | 放送曜日・時間               | 備考        |
| --------------------------------- | ---------------------------- | ----------- |
| 初耳怪談                          | 火曜 0:30 - 1:00（月曜深夜） |             |
| さらばのこの本ダレが書いとんねん! | 水曜 1:05 - 1:35（火曜深夜） |             |
| やすとものどこいこ!?              | 日曜 11:00 - 12:00           |             |
| おとな旅あるき旅                  | 不定期放送                   | [ 注釈 24 ] |

#### BSテレ東制作
| 番組名                                                        | 放送曜日・時間               |
| ------------------------------------------------------------- | ---------------------------- |
| 東京パソコンクラブ 〜プログラミング女子のゼロからゲーム作り〜 | 月曜 0:50 - 1:20（日曜深夜） |

### 系列外ネット番組・番販制作番組
| 番組名                                             | 放送曜日・時間               | 幹事局（または制作会社、配給会社） |
| -------------------------------------------------- | ---------------------------- | ---------------------------------- |
| 本物（チンチャ）が現れた！〜まさか結婚するなんて〜 | 月曜 - 金曜 8:00 - 8:55      | KBS（韓国）                        |
| 銭形平次                                           | 月曜 - 金曜 9:35 - 10:30     | 東映                               |
| 大岡越前シリーズ                                   | 月曜 - 金曜 14:30 - 15:25    | C.A.L                              |
| あんたがたどこさ                                   | 月曜 - 金曜 15:55 - 16:54    | TBSテレビ テレパック               |
| ルパン三世PART2                                    | 月曜 - 火曜 17:15 - 17:45    | トムス・エンタテインメント         |
| B.B.レアリティ                                     | 火曜 1:05 - 1:35（月曜深夜） | アークミュージック                 |
| Summer Pockets                                     | 土曜 1:18 - 1:48（金曜深夜） | ビジュアルアーツ 鳥白島観光協会    |
| 決定版!チョーさんの釣り情報                        | 土曜 6:00 - 6:30             | テレビ愛媛                         |
| 諸見里しのぶ 実践ゴルフテク!                       | 土曜 7:00 - 7:30             | BS11                               |
| うまDOKI                                           | 土曜 15:00 - 16:00           | KBS京都                            |

## スタジオ
いずれのスタジオもハイビジョン対応である。
- 第1スタジオ（4階、スタジオサブは5階）[11]
- 第2スタジオ（4階）[11]

基本的には、第1スタジオが情報番組中心の運用、第2スタジオが報道番組中心の運用となっている。また、第2スタジオはスタジオの背景がブルーバックとなっていて、番組毎に背景をクロマキー合成するヴァーチャルスタジオとなっている。
一部の番組は山陽新聞社本社ビル（高層棟）20階の談話室で収録される事がある。

## アナウンサー・キャスター
※ 2023年（令和5年）11月時点のもの
| 氏名         | 入社年       | 備考 |
| アナウンサー | アナウンサー | アナウンサー |
| 男性         | 男性         | 男性 |
| ------------ | ------------ | --- |
| 木村英樹     | 2009年       | |
| 女性         |              | |
| 中島有香     | 2002年       | |
| 浅井批文     | 2007年       | 制作報道局報道部（2007年〈平成19年〉4月入社 - 2008年〈平成20年〉3月、2009年〈平成21年〉4月 - ）、営業局営業部（2008年〈平成20年〉4月 - 2009年〈平成21年〉3月）。 |
| 東條麻依子   | 2018年       | |
| 小野桃果     | 2023年       | |

### 過去に所属していたアナウンサー

#### 男性
- 宇野和男 - ラジオたんぱ（現・ラジオNIKKEI）に移籍し、現在はフリー。
- 中村雅史 - 開局時から在籍する唯一のアナウンサー。山陽新聞系列の岡山市向けCATV会社岡山ネットワークの番組にも出演
- 宮本有 - ディレクターよりキャスター兼務。退社後スタジオamuでディレクター。

#### 女性
- 西野友子 - 岡山・香川地区地上デジタル放送推進大使2代目TSC代表。2008年（平成20年）4月に営業部から異動。2012年9月限りで退職。
- 三宅八重子 - 現在はRSK山陽放送に出演中。
- 楢崎房江 - 現在は山陽放送に出演中。
- 遠藤寛子
- 樫本みゆき
- 金岡晴美
- 谷全麻依子
- 池田真知子
- 那須敦子
- 西崎由記子
- 東馬紀江
- 樋口良子 - 熊本朝日放送から移籍。退職後の2006年（平成18年）4月から1年間はNHK岡山放送局で契約キャスターを務めていた。
- 渡辺明子
- 助川真理
- 落合泰子
- 山田敏子 - 現在はヒューマン・ボイス代表者
- 酒井香織 - 開局時、第一声「ただいまから、テレビせとうちを開局します」をアナウンス。故人
- 麻生アヤ - 元アナウンス部長。故人
- 石村理香 - 現在はグループ トーキング・アイ代表者
- 金子陽子 - 山陽新聞系列の岡山市向けCATV会社岡山ネットワークからの移籍。
- 佐伯清子 - ヒューマン・ボイス所属。
- 樋本美由紀 - グループ トーキング・アイ所属。
- 加戸英佳 - 同上。
- 中島千晶 - 同上。
- 舩岳美希 - 同上。
- 保崎弥緒 - 同上。
- 村松美保 - 同上。
- 宮原夕佳 - 同上。
- 濱村春香 - ホリプロアナウンス室所属。
- 大河内孝子 - 現在はジョイスタッフに所属。
- 橋本昌子
- 佐竹明咲美
- 唐川美音 - 現在は企業の広報に転職[26]。